# Matteo Serafini
Matteo Serafini (Brescia, 21 aprile 1978) è un allenatore di calcio ed ex calciatore italiano, di ruolo attaccante, attualmente tecnico della Tritium.

## Caratteristiche tecniche
Gioca prevalentemente come trequartista, ruolo nel quale è stato collocato per la prima volta da Mario Somma durante la militanza nell'Arezzo. È stato impiegato anche come mezzala (a inizio carriera), centravanti e come mediano.,

## Carriera

### Giocatore
Serafini cresce nella Cremonese, esordendo tra i professionisti nella stagione 1997-98 in serie C1: totalizza 17 presenze e segna una rete, contribuendo alla promozione in Serie B. Dopo 4 anni con la maglia grigiorossa, di cui l'ultimo in Serie C2, viene acquistato dal Livorno con cui segna due reti nel campionato di Serie C1, senza trovare continuità di impiego e una collocazione ottimale in campo.
Dopo una presenza nel campionato di Serie B 2002-2003, nel mercato invernale viene ceduto definitivamente all'Arezzo, in Serie C1. La formazione toscana non evita la retrocessione in Serie C2, ma viene ripescata e nella stagione successiva, sotto la guida di Mario Somma, vince il campionato di Serie C1. Serafini diventa titolare fisso e capitano, nel ruolo di mezzapunta dietro ad Elvis Abbruscato, e realizza 14 reti in campionato. Mette a segno anche una tripletta nella Supercoppa di Serie C1 vinta contro il Catanzaro.
A fine stagione, in scadenza di contratto, accetta l'offerta del Siena, in Serie A. Con i bianconeri trova poco spazio (7 presenze, tutte dalla panchina), e debutta nella massima serie nella partita persa a Palermo per 1-0 il 12 settembre 2004. Nel mercato invernale passa in prestito al Catania, in Serie B: realizza 5 reti in 20 partite, tra cui un gol proprio contro l'Arezzo. Rientrato a Siena, viene nuovamente ceduto in prestito, questa volta all'Empoli di Somma, neopromosso in Serie A. Anche in questo caso non riesce a imporsi come titolare, totalizzando 16 presenze senza reti.
Nel 2006 Somma allena il Brescia, e porta con sé Serafini, che ha l'occasione per la prima volta di indossare la maglia della squadra della sua città. Il 10 marzo 2007 è autore della tripletta che conduce la propria squadra alla vittoria per 3-1 contro la Juventus. Nell'occasione va a segno con un pallonetto da quaranta metri, una rovesciata da dentro l'area di rigore ed un tiro di controbalzo dal limite. Anche dopo la sostituzione di Somma con Serse Cosmi Serafini mantiene il posto da titolare, totalizzando al termine del campionato 11 reti in 38 partite. Nell'estate 2007 viene acquistato dal L.R. Vicenza, con cui firma un contratto triennale, ma già nel gennaio 2008 lascia il veneto in prestito per passare al Piacenza, anche in questo caso richiesto da Somma.
Nella stagione 2008-2009 è ritornato nella rosa del L.R. Vicenza, trovando però poco spazio nell'undici titolare. Non rientrando più nei piani tecnici della società berica viene ceduto, nell'agosto del 2009, alla Pro Patria, in Lega Pro Prima Divisione. Con la formazione bustocca disputa 32 partite con 6 reti nel campionato 2009-2010, senza evitare la retrocessione al playout. Nella stagione successiva, la prima da capitano del club bustocco, conduce la Pro Patria ai playoff con 10 reti in 29 partite, ma la promozione sfuma nella finale contro il Feralpi Salò.
Nel campionato 2011-2012 i play-off sfumano per un solo punto a causa di una penalizzazione di 11 punti; Serafini è il vice-capocannoniere del girone, con 19 reti realizzate, record personale.
Durante l'annata 2014-2015 denuncia le combine messe in atto da alcuni giocatori della Pro Patria in occasione di alcune gare del campionato di Lega Pro.
Nell'agosto 2015, dopo la retrocessione ottenuta dalla Pro Patria nei playout contro il Lumezzane, dopo sei stagioni in maglia bustocca, si trasferisce al Venezia, ripartito dalla Serie D dopo la mancata iscrizione in Lega Pro. Rimasto svincolato a fine stagione dopo la promozione della squadra veneta, il 25 luglio 2016 firma con la Triestina. dove in ventisette presenze realizza sette gol contribuendo alla qualificazione dei giuliani ai playoff di Serie D che gli alabardati vincono contro la Virtus Verona e, dopo una serie di iter burocratici con la FIGC, ottenendo il ripescaggio in Serie C.
Dopo aver rifiutato il rinnovo del contratto, viene acquistato dal Crema neopromosso in Serie D dove rimane solo un mese (scendendo anche in campo) per accordarsi con i bergamaschi del Ciserano.
In carriera ha totalizzato 22 presenze in Serie A e 124 presenze e 19 reti in Serie B.

### Allenatore
Calvina Sport
Inizia la carriera da allenatore nel 2019, guidando per un breve periodo il Calvina Sport.
Feralpi Salò
Per la stagione 2021-2022 è alla guida degli allievi nazionali della Feralpisalò.
Pergolettese
Nell'estate 2022 si accorda con la Pergolettese per guidare la formazione degli allievi nazionali, mentre nella stagione 2023-24 viene promosso alla guida della formazione primavera del club lombardo.
Fanfulla
Nell'estate 2024 viene annunciato come nuovo allenatore del Fanfulla, squadra di Serie D, da cui viene esonerato nel dicembre dello stesso anno, al termine del girone d'andata.
Tritium
Pochi giorni più tardi, a gennaio 2025, viene formalizzato il suo passaggio sulla panchina della Tritium, formazione di Eccellenza Lombardia con cui ottiene la salvezza all'ultima giornata.

## Statistiche

### Presenze e reti nei club
| Stagione          | Squadra           | Campionato        | Campionato | Campionato | Coppe nazionali | Coppe nazionali | Coppe nazionali | Coppe continentali | Coppe continentali | Coppe continentali | Altre coppe | Altre coppe | Altre coppe | Totale | Totale |
| Stagione          | Squadra           | Comp              | Pres       | Reti       | Comp            | Pres            | Reti            | Comp               | Pres               | Reti               | Comp        | Pres        | Reti        | Pres   | Reti   |
| ----------------- | ----------------- | ----------------- | ---------- | ---------- | --------------- | --------------- | --------------- | ------------------ | ------------------ | ------------------ | ----------- | ----------- | ----------- | ------ | ------ |
| 1997-1998         | Cremonese         | C1                | 17         | 1          | CI+CI-C         | 1+0             | 0               | -                  | -                  | -                  | -           | -           | -           | 18     | 1      |
| 1998-1999         | Cremonese         | B                 | 11         | 0          | CI              | 0               | 0               | -                  | -                  | -                  | -           | -           | -           | 11     | 0      |
| 1999-2000         | Cremonese         | C1                | 2          | 0          | CI+CI-C         | 5+0             | 1               | -                  | -                  | -                  | -           | -           | -           | 7      | 1      |
| 2000-2001         | Cremonese         | C2                | 30         | 4          | CI-C            | 0               | 0               | -                  | -                  | -                  | -           | -           | -           | 30     | 4      |
| Totale Cremonese  | Totale Cremonese  | Totale Cremonese  | 60         | 5          |                 | 6               | 1               |                    | -                  | -                  |             | -           | -           | 66     | 6      |
| 2001-2002         | Livorno           | C1                | 18         | 2          | CI+CI-C         | 3+0             | 0               | -                  | -                  | -                  | -           | -           | -           | 21     | 2      |
| 2002-gen. 2003    | Livorno           | B                 | 1          | 0          | CI              | 0               | 0               | -                  | -                  | -                  | -           | -           | -           | 1      | 0      |
| Totale Livorno    | Totale Livorno    | Totale Livorno    | 19         | 2          |                 | 3               | 0               |                    | -                  | -                  |             | -           | -           | 22     | 2      |
| gen.-giu. 2003    | Arezzo            | C1                | 12         | 2          | CI-C            | -               | -               | -                  | -                  | -                  | -           | -           | -           | 12     | 2      |
| 2003-2004         | Arezzo            | C1                | 32         | 14         | CI-C            | 0               | 0               | -                  | -                  | -                  | SC-C        | 2           | 3           | 34     | 17     |
| Totale Arezzo     | Totale Arezzo     | Totale Arezzo     | 44         | 16         |                 | 0               | 0               |                    | -                  | -                  |             | 2           | 3           | 46     | 19     |
| 2004-gen. 2005    | Siena             | A                 | 7          | 0          | CI              | 4               | 0               | -                  | -                  | -                  | -           | -           | -           | 11     | 0      |
| gen.-giu. 2005    | Catania           | B                 | 20         | 5          | CI              | -               | -               | -                  | -                  | -                  | -           | -           | -           | 20     | 5      |
| 2005-2006         | Empoli            | A                 | 15         | 0          | CI              | 3               | 1               | -                  | -                  | -                  | -           | -           | -           | 18     | 1      |
| 2006-2007         | Brescia           | B                 | 38         | 11         | CI              | 4               | 3               | -                  | -                  | -                  | -           | -           | -           | 42     | 14     |
| 2007-gen. 2008    | L.R. Vicenza      | B                 | 18         | 0          | CI              | 2               | 0               | -                  | -                  | -                  | -           | -           | -           | 20     | 0      |
| gen.-giu. 2008    | Piacenza          | B                 | 17         | 3          | CI              | -               | -               | -                  | -                  | -                  | -           | -           | -           | 17     | 3      |
| 2008-2009         | L.R. Vicenza      | B                 | 19         | 0          | CI              | 0               | 0               | -                  | -                  | -                  | -           | -           | -           | 19     | 0      |
| Totale Vicenza    | Totale Vicenza    | Totale Vicenza    | 37         | 0          |                 | 2               | 0               |                    | -                  | -                  |             | -           | -           | 39     | 0      |
| 2009-2010         | Pro Patria        | 1D                | 32+2       | 5          | CI+CI-LP        | 0+2             | 0               | -                  | -                  | -                  | -           | -           | -           | 36     | 5      |
| 2010-2011         | Pro Patria        | 2D                | 29+4       | 10+2       | CI-LP           | 3               | 0               | -                  | -                  | -                  | -           | -           | -           | 36     | 12     |
| 2011-2012         | Pro Patria        | 2D                | 35         | 19         | CI+CI-LP        | 1+0             | 0               | -                  | -                  | -                  | -           | -           | -           | 36     | 19     |
| 2012-2013         | Pro Patria        | 2D                | 33         | 16         | CI-LP           | 1               | 0               | -                  | -                  | -                  | SdL-2D      | 2           | 0           | 36     | 16     |
| 2013-2014         | Pro Patria        | 1D                | 26         | 8          | CI+CI-LP        | 2+0             | 2               | -                  | -                  | -                  | -           | -           | -           | 28     | 10     |
| 2014-2015         | Pro Patria        | LP                | 36+2       | 13         | CI-LP           | 2               | 0               | -                  | -                  | -                  | -           | -           | -           | 40     | 13     |
| Totale Pro Patria | Totale Pro Patria | Totale Pro Patria | 191+8      | 71+2       |                 | 11              | 2               |                    | -                  | -                  |             | 2           | 0           | 212    | 75     |
| 2015-2016         | Venezia           | D                 | 33+2       | 19+1       | CI-D            | 2               | 1               | -                  | -                  | -                  | -           | -           | -           | 37     | 21     |
| 2016-2017         | Triestina         | D                 | 27+1       | 7          | CI-D            | 2               | 1               | -                  | -                  | -                  | -           | -           | -           | 28     | 8      |
| ago.-set. 2017    | Crema             | D                 | 1          | 0          | CI-D            | 2               | 1               | -                  | -                  | -                  | -           | -           | -           | 3      | 1      |
| set. 2017-2018    | Ciserano          | D                 | 32+1       | 10         | CI-D            | -               | -               | -                  | -                  | -                  | -           | -           | -           | 33     | 10     |
| 2018-2019         | Calvina Sport     | D                 | 29         | 8          | CI-D            | 2               | 0               | -                  | -                  | -                  | -           | -           | -           | 31     | 8      |
| Totale carriera   | Totale carriera   | Totale carriera   | 582        | 160        |                 | 41              | 10              |                    | -                  | -                  |             | 4           | 3           | 627    | 173    |

### Statistiche da allenatore
Statistiche aggiornate al 4 maggio 2025.
| Stagione        | Squadra         | Campionato      | Campionato | Campionato | Campionato | Campionato | Coppe nazionali | Coppe nazionali | Coppe nazionali | Coppe nazionali | Coppe nazionali | Coppe continentali | Coppe continentali | Coppe continentali | Coppe continentali | Coppe continentali | Altre coppe | Altre coppe | Altre coppe | Altre coppe | Altre coppe | Totale | Totale | Totale | Totale | % Vittorie | Piazzamento     |
| Stagione        | Squadra         | Comp            | G          | V          | N          | P          | Comp            | G               | V               | N               | P               | Comp               | G                  | V                  | N                  | P                  | Comp        | G           | V           | N           | P           | G      | V      | N      | P      | %          | Piazzamento     |
| --------------- | --------------- | --------------- | ---------- | ---------- | ---------- | ---------- | --------------- | --------------- | --------------- | --------------- | --------------- | ------------------ | ------------------ | ------------------ | ------------------ | ------------------ | ----------- | ----------- | ----------- | ----------- | ----------- | ------ | ------ | ------ | ------ | ---------- | --------------- |
| ago.-ott. 2019  | Calvina Sport   | D               | 6          | 0          | 0          | 6          | CI-D            | 1               | 0               | 0               | 1               | -                  | -                  | -                  | -                  | -                  | -           | -           | -           | -           | -           | 7      | 0      | 0      | 7      | &0,00      | Esonerato       |
| ago.-dic. 2024  | Fanfulla        | D               | 19         | 3          | 7          | 9          | CI-D            | 1               | 0               | 0               | 1               | -                  | -                  | -                  | -                  | -                  | -           | -           | -           | -           | -           | 20     | 3      | 7      | 10     | 15,00      | Esonerato       |
| gen.-mag. 2025  | Tritium         | Ecc.            | 17         | 6          | 3          | 8          | CI-Dil.         | -               | -               | -               | -               | -                  | -                  | -                  | -                  | -                  | -           | -           | -           | -           | -           | 17     | 6      | 3      | 8      | 35,29      | Subentrato, 12º |
| Totale carriera | Totale carriera | Totale carriera | 42         | 9          | 10         | 23         |                 | 2               | 0               | 0               | 2               |                    |                    |                    |                    |                    |             |             |             |             |             | 44     | 9      | 10     | 25     | 20,45      |                 |

## Palmarès

### Club

#### Competizioni nazionali
- Campionato italiano Serie C1: 2

Livorno: 2001-2002
Arezzo: 2003-2004
- Supercoppa di Serie C1: 1

Arezzo: 2004
- Lega Pro Seconda Divisione: 1

Pro Patria: 2012-2013
- Serie D: 1

Venezia: 2015-2016